# Luca Rossetti

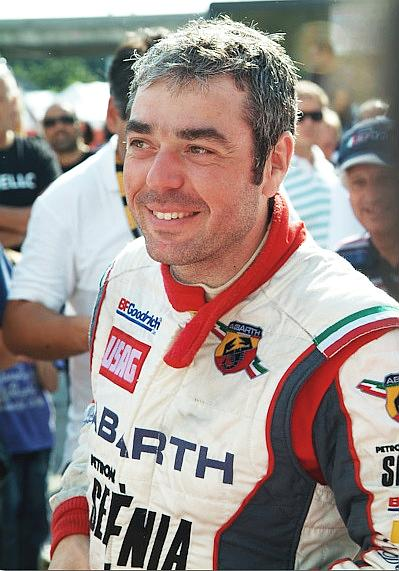
Rossetti in 2011

Luca Rossetti (Pordenone, 24 maart 1976) is een Italiaans rallyrijder.

## Carrière
Luca Rossetti debuteerde in 1998 in de rallysport. Hij reed enkele jaren in het Italiaans rallykampioenschap, voordat hij in de seizoenen 2004 en 2005 enkele rally's reed in het Wereldkampioenschap Rally. Met een Peugeot 207 S2000 won hij in 2008 de Italiaanse titel, en groter succes kwam datzelfde jaar met het winnen van het Europees Kampioenschap Rally. Vanaf 2009 werd hij fabrieksrijder bij Abarth, die actief waren met de Fiat Abarth Grande Punto S2000. Naast Italiaanse evenementen reed hij dat jaar ook rally's uit de Intercontinental Rally Challenge. Vervolgens in 2010 en 2011 schreef hij wederom de Europese titel op zijn naam.
In 2012 wordt hij vermoedelijk fabrieksrijder bij Lotus, die met de Lotus Exige gaan rijden in de nieuwe R-GT klasse voor GT auto's.